# Étienne-François de Lantier
Étienne-François de Lantier (Marsella, 1 d'octubre de 1734 - Marsella, 31 gener de 1826) va ser un escriptor i dramaturg francès del segle xviii.
Va ser membre de diverses institucions acadèmiques, com l'Acadèmia de Marsella en 1786, l'Accademia della Crusca a Florència, l'Académie d'Arcadie a Roma o la Société du Caveau. També va ser cavaller de l'Ordre royal et militaire de Saint-Louis. Les seves obres completes van ser publicades a París a Auguste Desrez i Arthus Bertrand entre 1836 i 1837, recuperades i col·leccionades per Pierre-Joseph Charrin, precedides per una nota biogràfica de Gaston de Flotte.